# قرار مجلس الأمن التابع للأمم المتحدة رقم 1015
قرار مجلس الأمن التابع للأمم المتحدة رقم 1015، المتخذ بالإجماع في 15 أيلول / سبتمبر 1995، بعد إعادة تأكيد جميع القرارات المتعلقة بالحالة في يوغوسلافيا السابقة، ولا سيما القرارات 943 (1994)، 970 (1995)، 988 (1995) و1003 (1995)، أشار المجلس إلى التدابير التي اتخذتها جمهورية يوغوسلافيا الاتحادية (صربيا والجبل الأسود) لمواصلة إغلاق الحدود مع البوسنة والهرسك، وبالتالي مدد التعليق الجزئي للعقوبات المفروضة على صربيا والجبل الأسود لمدة 180 يومًا إضافية حتى 18 مارس 1996.
ولوحظ أن الحدود ظلت مغلقة باستثناء الإغاثة الإنسانية وجهود صربيا والجبل الأسود في هذا الصدد. كان هناك تعاون أكبر بين صربيا والجبل الأسود وبعثة المؤتمر الدولي حول يوغوسلافيا السابقة.
بموجب الفصل السابع من ميثاق الأمم المتحدة، تم تعليق العقوبات الدولية المفروضة على صربيا والجبل الأسود حتى 18 آذار / مارس 1996. وسيستمر تطبيق القيود والترتيبات الواردة في القرارين 943 و 988. وسيظل الوضع قيد الاستعراض المستمر من قبل مجلس الأمن.

## روابط خارجية
- نص القرار في undocs.org